# Sakakibara (Klan)

Wappen der Sakakibara
(Sakakibara-Variante des Genji-Rades)

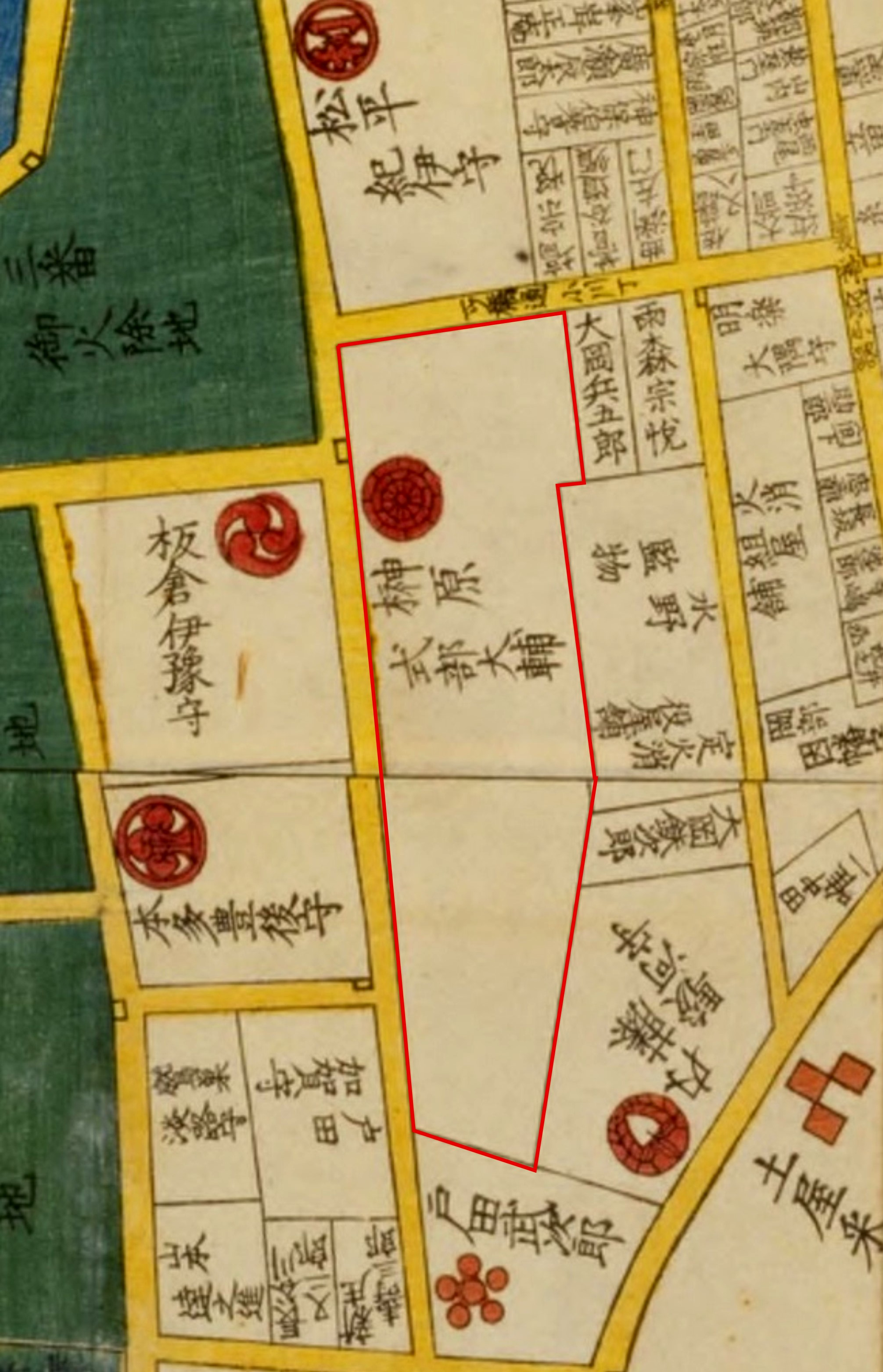
Sakakibara-Residenz

Die Sakakibara (japanisch 榊原氏, Sakakibara-shi)  waren eine Familie des japanischen Schwertadels (Buke), die sich von Nikki Sadanaga (Seiwa-Genji) ableitete. Mit einem Einkommen von 150.000 Koku gehörten die zuletzt in Takada (Präfektur Niigata) residierenden Sakakibara zu den großen Fudai-Daimyō der Edo-Zeit.

## Genealogie
- Toshinaga (利長), Sadanagas Sohn, ließ sich in Sakakibara (Provinz Ise; heute Stadtteil von Tsu) nieder und nannte sich nach diesem Ort.
- Yasumasu (康政) diente Ieyasu und erhielt 1590 den Tatebayashi-han (Kōzuke) mit einem Einkommen von 100.000 koku. Seine Nachkommen residierten auf folgenden Burgen:
  - ab 1643 auf Shirakawa (Mutsu)
  - ab 1649 auf Himeji (Harima)
  - ab 1667 auf Murakami (Echigo)
  - ab 1704 wieder in Himeji und
  - ab 1741 bis 1868 auf Takada (Echigo).
- Masataka (政敬, 1843–1927) war der letzte Daimyō dieser Familie. Ab der Meiji-Zeit führten die Chefs des Hauses den Titel Vizegraf.[3]